# Chất rắn lơ lửng
Chất rắn lơ lửng dùng để chỉ các hạt rắn nhỏ bị lơ lửng trong nước như một dung dịch keo hoặc do sự chuyển động của nước. Nó được sử dụng như là một chỉ số về chất lượng nước.
Nó đôi khi được viết tắt là SS (suspended solids), nhưng không nên nhầm lẫn với các chất rắn có thể lắng được, cũng viết tắt là SS (settleable solids), chúng góp phần làm tắc nghẽn các đường ống thoát nước.

## Dạng tồn tại
Chất rắn lơ lửng trong nước có thể là các hạt chất vô cơ, hữu cơ kể cả các hạt chất lỏng không trộn lẫn với nước. Các hạt có bản chất vô cơ có thể là các hạt đất sét, phù sa, hạt bùn… Hạt có bản chất hữu cơ thường là sợi thực vật, tảo, vi khuẩn,…